# Campeonato Sul-Americano de Corta-Mato de 1990
O 5º Campeonato Sul-Americano de Corta-Mato de 1990 foi realizado em Caracas, na Venezuela, em 11 de fevereiro de 1990. Participaram da competição 26 atletas de três nacionalidades. Na categoria sênior masculino Geraldo Francisco de Assis do Brasil levou o ouro, e na categoria sênior feminino Rita de Cássia Santos de Jesús do Brasil levou o ouro. 

## Medalhistas
Esses foram os campeões da competição. 
| Evento                    | Ouro                                    | Ouro  | Prata                     | Prata | Bronze                           | Bronze |
| ------------------------- | --------------------------------------- | ----- | ------------------------- | ----- | -------------------------------- | ------ |
| Masculino sênior (12 km)  | Geraldo Francisco de Assis · Brasil     | 36:49 | Roberto Punina · Equador  | 37:05 | Artur da Freitas Castro · Brasil | 37:44  |
| Masculino júnior (7.8 km) | Robinson Semolini · Brasil              | 25:15 | Jesús Medrano · Venezuela | 26:40 | Albano Villarroel · Venezuela    | 27:06  |
| Feminino sênior (7.8 km)  | Rita de Cássia Santos de Jesús · Brasil | 27:37 | Silvana Pereira · Brasil  | 27:49 | Carmen Naranjo · Equador         | 28:01  |
| Feminino júnior (6 km)    | Sandra Ruales · Equador                 | 21:54 | Soledad Nieto · Equador   | 21:54 | Janeth Caizalitín · Equador      | 22:02  |

## Resultados da corrida

### Masculino sênior (12 km)
| Posição           | Atleta                     | Nacionalidade | Tempo |
| ----------------- | -------------------------- | ------------- | ----- |
| Medalha de ouro   | Geraldo Francisco de Assis | Brasil        | 36:49 |
| Medalha de prata  | Roberto Punina             | Equador       | 37:05 |
| Medalha de bronze | Artur da Freitas Castro    | Brasil        | 37:44 |
| 4                 | Eduardo Navas              | Venezuela     | 37:49 |
| 5                 | Silvio Guerra              | Equador       | 37:55 |
| 6                 | Néstor Quinapanta          | Equador       | 38:41 |
| 7                 | Amado Rivas                | Venezuela     | 39:02 |
| 8                 | Indelgard Vargas           | Venezuela     | 39:29 |

### Masculino júnior (7.8 km)
| Posição           | Atleta            | Nacionalidade | Tempo |
| ----------------- | ----------------- | ------------- | ----- |
| Medalha de ouro   | Robinson Semolini | Brasil        | 25:15 |
| Medalha de prata  | Jesús Medrano     | Venezuela     | 26:40 |
| Medalha de bronze | Albano Villarroel | Venezuela     | 27:06 |
| 4                 | Juan Guzmán       | Venezuela     | 27:44 |

### Feminino sênior (7.8 km)
| Posição           | Atleta                         | Nacionalidade | Tempo |
| ----------------- | ------------------------------ | ------------- | ----- |
| Medalha de ouro   | Rita de Cássia Santos de Jesús | Brasil        | 27:37 |
| Medalha de prata  | Silvana Pereira                | Brasil        | 27:49 |
| Medalha de bronze | Carmen Naranjo                 | Equador       | 28:01 |
| 4                 | Wilma Guerra                   | Equador       | 28:13 |
| 5                 | Graciela Caizabanda            | Equador       | 28:26 |
| 6                 | Carmen Fernández               | Venezuela     | 30:00 |
| 7                 | Milexa Figueroa                | Venezuela     | 33:42 |
| 8                 | Tamara Zagustin                | Venezuela     | 35:06 |

### Feminino júnior (6 km)
| Posição           | Atleta            | Nacionalidade | Tempo |
| ----------------- | ----------------- | ------------- | ----- |
| Medalha de ouro   | Sandra Ruales     | Equador       | 21:54 |
| Medalha de prata  | Soledad Nieto     | Equador       | 21:54 |
| Medalha de bronze | Janeth Caizalitín | Equador       | 22:02 |
| 4                 | Amelia Villarroel | Venezuela     | 28:42 |
| 5                 | Francisbel Reyes  | Venezuela     | 30:00 |
| 6                 | Dorelia Lucena    | Venezuela     | 31:36 |

## Quadro de medalhas
| Ordem | País      | Medalha de ouro | Medalha de prata | Medalha de bronze | Total |
| ----- | --------- | --------------- | ---------------- | ----------------- | ----- |
| 1     | Brasil    | 3               | 1                | 1                 | 5     |
| 2     | Equador   | 1               | 2                | 2                 | 5     |
| 3     | Venezuela | 0               | 1                | 1                 | 2     |
|       | TOTAL     | 4               | 4                | 4                 | 12    |

## Participação
De acordo com uma contagem não oficial, participaram 26 atletas de 3 países.
| - Brasil (5) | - Equador (9) | - Venezuela (12) |